# Baysonqor Mirza bin Mahmud Mirza
Baysonqor Mirza bin Mahmud Mirza, död 1499, var en monark ur timuriderdynastin. Han var regerande sultan i Timuriderriket mellan 1495 och 1497.